# آنتونیو پاچکو
آنتونیو پاچکو (انگلیسی: Antonio Pacheco؛ زادهٔ ۴ ژوئن ۱۹۶۴) بازیکن بیس‌بال اهل کوبا بود.
وی در مسابقات کشوری و بین‌المللی در مجموع برندهٔ ۲۲ مدال طلا، ۲ مدال نقره شده‌است.